# Вдовин, Николай Анатольевич
Николай Анатольевич Вдовин (1935—2009) — советский государственный деятель, генерал-майор (1988).

## Биография
Родился 25 января 1935 в селе Рясинка (ныне — Северо-Казахстанская область Казахстана).
После окончания школы работал с 1954 года учителем семилетки, затем призван в ряды Советской армии: сначала командовал отделением, затем был помощником командира взвода, секретарем комитета комсомола парашютно-десантного полка. Принимал участие в событиях в Венгрии 1956 года. Демобилизовался из армии в 1957 году.
Вернувшись на родину, находился на комсомольской работе: сначала работал инструктором, потом стал 2-м секретарём Октябрьского райкома ЛКСМ Казахстана. В 1959—1962 годах работал секретарём партбюро совхоза «Интернациональный». В 1961 году стал членом КПСС. С 1963 года — директор дома культуры Карагандинского областного управления профтехобразования и заместитель директора геологического профессионально-технического училища; в 1964—1965 годах — заведующий кабинетом политпросвещения Ленинского райкома партии. В 1965 году окончил промышленное отделение Высшей партийной школы при ЦК КПСС.
С 1965 года Н. А Вдовин работал в органах госбезопасности, начав с оперуполномоченного, затем стал начальником отделения в Управления КГБ при Совете Министров Казахской ССР по Карагандинской области. В 1972 году окончил Высшие курсы КГБ в Киеве (в настоящее время — Национальная академия Службы безопасности Украины). Вернувшись в Казахстан, с 1973 года работал помощником начальника Управления КГБ при СМ Казахской ССР по Джезказганской области, в 1974—1981 годах работал в Москве в Управлении кадров КГБ при Совете Министров СССР. Впоследствии служил заместителем начальника УКГБ по Курской области (1981—1983), начальником УКГБ Казахской ССР по Семипалатинской области (1983—1987) и по Восточно-Казахстанской области (1987—1990). С 1990 года был членом Президентского совета Казахской ССР и председателем КГБ Казахской ССР (март 1990 — октябрь 1991).
После распада СССР, Николай Анатольевич работал заместительем начальника Управления кадров КГБ СССР (октябрь — декабрь 1991), заместителем начальника Управления кадров МБ России (декабрь 1991 — март 1992) и заместителем начальника Управления экономической контрразведки МБ России (март 1992 — июль 1993). В 1993 году он был уволен из органов безопасности.
Находясь в отставке, по 2007 год работал начальником службы экономической безопасности Федеральной контрактной корпорации «Росконтракт», некоторое время занимал должность заместителя начальника управления гражданской обороны и чрезвычайных ситуаций Министерства труда и социального развития РФ (1999—2000).
С июня 2007 года находился на пенсии, проживал в Москве. Был женат на Вдовиной Антонине Фёдоровне, у них было два сына.
Умер 2 августа 2009 года в Москве и похоронен на Троекуровском кладбище.
Был награждён многими медалями, среди которых «За безупречную службу» 2-й и 3-й степеней, и удостоен знака «Почётный сотрудник госбезопасности».